# Margaret Simpson
Pour les articles homonymes, voir Simpson.
Ne doit pas être confondu avec Maggie Simpson, personnage fictif de la série animée Les Simpson.
Margaret Esi Simpson  (née le 31 décembre 1981 à Krapa) est une athlète ghanéenne, spécialiste des épreuves combinées.

## Palmarès
| Date | Compétition                                   | Lieu         | Résultat | Épreuve    | Points    |
| ---- | --------------------------------------------- | ------------ | -------- | ---------- | --------- |
| 1999 | Jeux africains                                | Johannesburg | 4e       | Heptathlon | 5 089     |
| 2002 | Jeux du Commonwealth                          | Manchester   | 3e       | Heptathlon | 5 906     |
| 2002 | Championnats d'Afrique                        | Radès        | 1re      | Heptathlon | 6 150     |
| 2003 | Multistars                                    | Florence     | 1re      | Heptathlon | 5 952     |
| 2003 | Jeux africains                                | Abuja        | 1re      | Heptathlon | 6 152     |
| 2004 | Championnats d'Afrique                        | Brazzaville  | 1re      | Heptathlon | 6 154     |
| 2004 | Jeux olympiques                               | Athènes      | 9e       | Heptathlon | 6 253     |
| 2005 | Multistars                                    | Florence     | 1re      | Heptathlon | 6 006     |
| 2005 | Championnats du monde                         | Helsinki     | 3e       | Heptathlon | 6 378     |
| 2007 | Jeux africains                                | Alger        | 1re      | Heptathlon | 6 278     |
| 2009 | Championnats d'Afrique des épreuves combinées | Réduit       | 1re      | Heptathlon | 5 677 pts |
| 2010 | Multistars                                    | Florence     | 2e       | Heptathlon | 5 929     |
| 2010 | Championnats d'Afrique                        | Nairobi      | 1re      | Heptathlon | 6 031     |
| 2010 | Coupe continentale                            | Split        | 8e       | Hauteur    | 1,72 m    |
| 2011 | Multistars                                    | Florence     | 1re      | Heptathlon | 6 270     |
| 2011 | Championnats du monde                         | Daegu        | 12e      | Heptathlon | 6 184     |
| 2011 | Jeux africains                                | Maputo       | 1re      | Heptathlon | 6 172     |
| 2011 | Championnats d'Afrique des épreuves combinées | Réduit       | 1re      | Heptathlon | 6 134 pts |
| 2012 | Championnats d'Afrique                        | Porto-Novo   | 1re      | Javelot    | 54,62 m   |
| 2012 | Jeux olympiques                               | Londres      | 33e      | Heptathlon | DNS       |
| 2012 | Championnats d'Afrique des épreuves combinées | Réduit       | 1re      | Heptathlon | 6 184 pts |

### Records
| Épreuve    | Performance    | Lieu   | Date        |
| ---------- | -------------- | ------ | ----------- |
| Heptathlon | 6 423 pts (AR) | Götzis | 29 mai 2005 |